# Amarante FC
Der Amarante FC ist ein portugiesischer Fußballverein aus dem nordportugiesischen Ort Amarante.

## Geschichte
Der Amarante FC gründete sich 1923 und spielte lange Zeit nur im unterklassigen regionalen Amateurbereich. 1979 stieg die Wettkampfmannschaft erstmals in die seinerzeit zweitklassige Segunda Divisão auf und pendelte bis Anfang der 1990er Jahre zwischen zweitem und drittem Spielniveau. Nach der Rückstufung der Segunda Divisão zur dritten Liga 1990 folgte im folgenden Jahre der Abstieg in die Viertklassigkeit, nach zwischenzeitlichem Wiederaufstieg 1994 bis 1996 folgte anschließend der Absturz bis in die Fünftklassigkeit. Es dauerte bis 2008, ehe die Mannschaft erneut die dritthöchste Spielklasse erreichte, in der sie sich jedoch nicht dauerhaft halten konnte. Seither spielt sie in der viertklassigen Campeonato de Portugal.

## Persönlichkeiten
- António Taí (* 1948), Jugendspieler bei Amarante FC, später aktiv u. a. bei Boavista Porto und FC Porto, vier Länderspiele für Portugal
- Nuno Gomes (* 1976), Jugendspieler bei Amarante FC, später aktiv u. a. bei Boavista Porto, Benfica Lissabon und AC Florenz, 76 Länderspiele und 29 Länderspieltore für Portugal
- Delfim Teixeira (* 1977), Jugendspieler bei Amarante FC, später aktiv u. a. bei Boavista Porto, Sporting Lissabon und Olympique Marseille, ein Länderspiel für Portugal
- Ricardo Carvalho (* 1978), Jugendspieler bei Amarante FC, später aktiv u. a. beim FC Porto (Champions-League-Sieger 2004), FC Chelsea und Real Madrid, 85 Länderspiele und 4 Länderspieltore für Portugal (Europameister 2016)
- Tarantini (* 1983), Jugendspieler bei Amarante FC, über 300 Spiele in der Primeira Liga für Rio Ave FC